# Tante Hanna

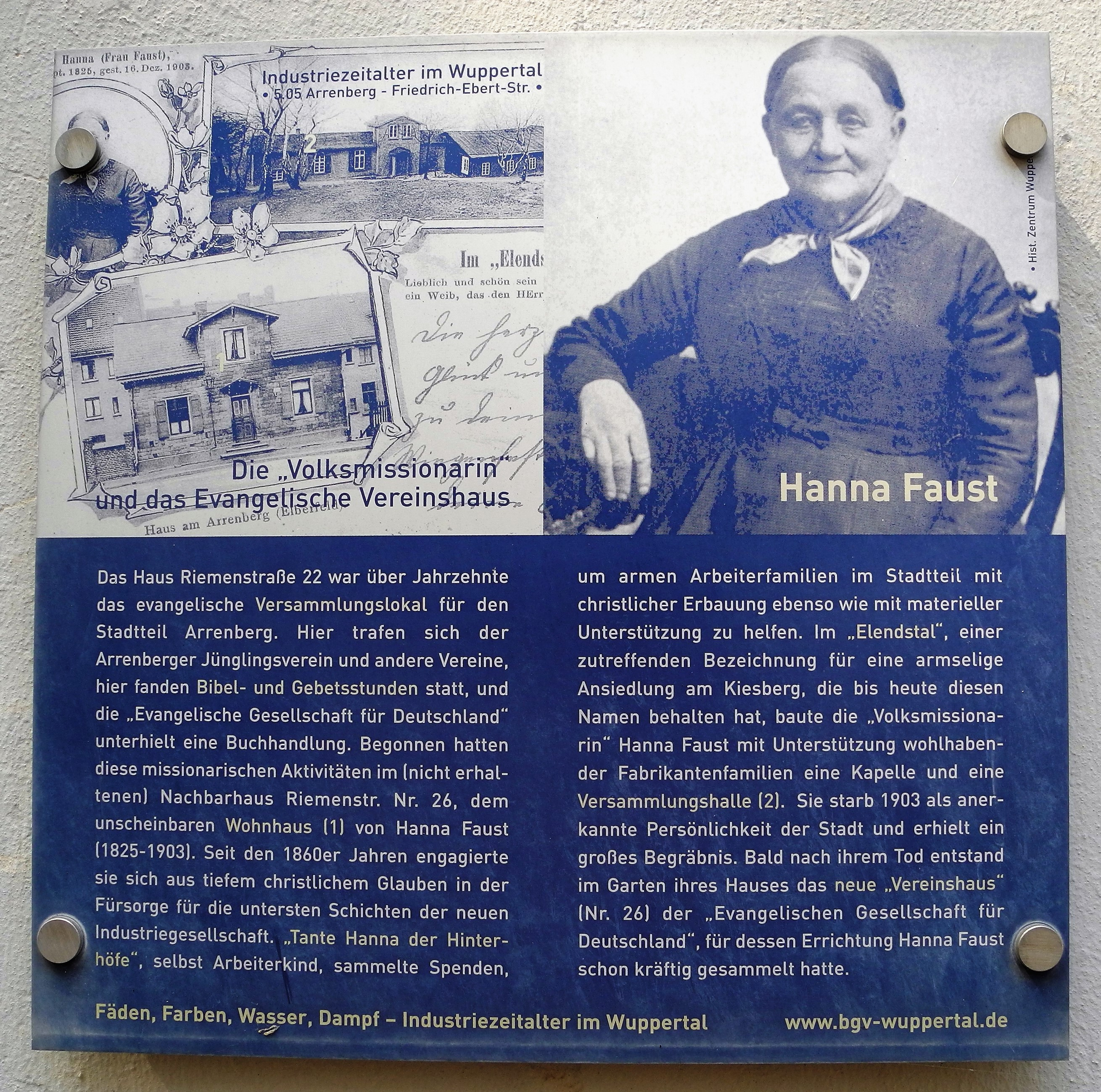
Infotafel zu „Tante Hanna“ in Wuppertal

Tante Hanna (bürgerlich Johanna Wilhelmine Faust, geb. Kess(e)ler; * 28. September 1825 in Elberfeld-Arrenberg; † 16. Dezember 1903 ebenda) war eine deutsche (Volks-)Missionarin. Sie gilt als historisch bedeutsame Persönlichkeit der Evangelischen Gesellschaft für Deutschland und zählt zu den Wuppertaler Stadtoriginalen.

## Kindheit und Jugend
Johanna Kessler wurde am 28. September 1825 als Tochter des Kattunwebers Johannes Kessler und seiner Frau Gertrud, geb. Fischbach, als eines von vier Kindern der Familie geboren. Sie wuchs in ärmlichen Verhältnissen auf, da ihr Vater mit seinem Weberlohn die gesamte Familie versorgen musste. Johanna, die von Kind an Hanna gerufen wurde, besuchte die Elementarschule in Arrenberg. Ihr Vater starb, als Hanna neun Jahre alt war. Mit 12 verließ sie auf eigenen Wunsch die Schule und begann in einer Seidenweberei zu arbeiten. Neben der Arbeit besuchte sie den Konfirmationsunterricht des Elberfelder Pfarrers Immanuel Friedrich Sander, der für Hannas späteres volksmissionarisches Leben und Schaffen eine prägende Rolle spielte.
Im Jahr 1853 heiratete Hanna den Fabrikarbeiter Friedrich Wilhelm Faust († 1888) und bezog mit ihm ein Haus in Elberfeld.

## Missionarisches Wirken
Nach ihrer Eheschließung gründete Hanna einen Hausierhandel, in dem sie hauptsächlich Kaffee anbot. Während dieser Tätigkeit gelang es ihr, erste Spenden für gemeinnützige Zwecke von den wohlhabenderen Elberfelder Einwohnern zu sammeln. Ludwig Feldner, Pastor in Elberfeld und späterer Gründer der Evangelischen Gesellschaft für Deutschland, hielt ab etwa 1855 Bibelstunden in Hannas Wohnhaus ab. Zu dieser Zeit begann Hanna mit ihrer umfassenden volksmissionarischen Tätigkeit. Sie gründete mehrere gemeinnützige Vereine, unterstützte arme und kranke Einwohner Elberfelds, kämpfte gegen Prostitution und unterstützte das Wuppertaler Frauenhaus. Außerdem begann Hanna, Textilien und gebrauchte Kleidung zu sammeln und diese unter den Bedürftigen Elberfelds zu verteilen, was sie als „Brockensammlung“ bezeichnete und was als eine der Vorgängerinstitutionen der heutigen Altkleidersammlung angesehen wird.

Elendstaler Kapelle, 1872

Ab 1868 wandte sich Hanna Faust einer Elberfelder Ortslage zu, die als Elendstal bezeichnet wurde. In dieser Siedlung, in der die Menschen unter besonders großer Armut litten, begann sie in den späten 1860er Jahren, Bibelstunden für die Kinder der Bewohner abzuhalten. Das geschah zunächst unter freiem Himmel, für eine geplante Holzhütte standen keine Mittel zur Verfügung. Zu dieser Zeit begann sich im Volksmund der Name Tante Hanna einzubürgern. Laut eigener Aussage bekam Hanna eines Nachts eine Vision, in der ihr aufgetragen wurde, die benötigte Unterkunft zu errichten. Sie begann daraufhin mit der Sammlung von Geld- und Sachspenden, zu der sie zahlreiche Unternehmer und Privatpersonen bewegen konnte. Im Jahr 1872 konnte Hanna schließlich ein größeres Fachwerkhaus mit Versammlungsraum eröffnen, das auf Anraten des Architekten Heinrich Bramesfeld als Elendstaler Kapelle bezeichnet wurde. Die Kapelle diente fortan als Versammlungsort für Vereine, als Sonntagsschule und als Ort für weitere verschiedene Aktivitäten und Veranstaltungen. 1899 ging die Kapelle in den Besitz der Evangelischen Gesellschaft über.
Neben ihrem Wirken rings um die Elendstaler Kapelle und die öffentlichen Veranstaltungen setzte sich Hanna zeitlebens für die arme Bevölkerung ihrer Heimat ein, sammelte Spenden von wohlhabenden Bürgern, kümmerte sich seelsorgerisch um Kinder und Jugendliche und unterstützte Frauenhäuser sowie Vereine, die gegen die Prostitution kämpften. Die Alkoholsucht ihres Mannes bewegte Hanna dazu, die Zeitschriften des seit 1885 in Deutschland aktiven Blauen Kreuzes zu verteilen, hauptsächlich in solchen Gegenden, in denen der Alkoholismus, meist bedingt durch schwere Arbeit und Armut, besonders ausgeprägt war.

## Tod und Nachwirken

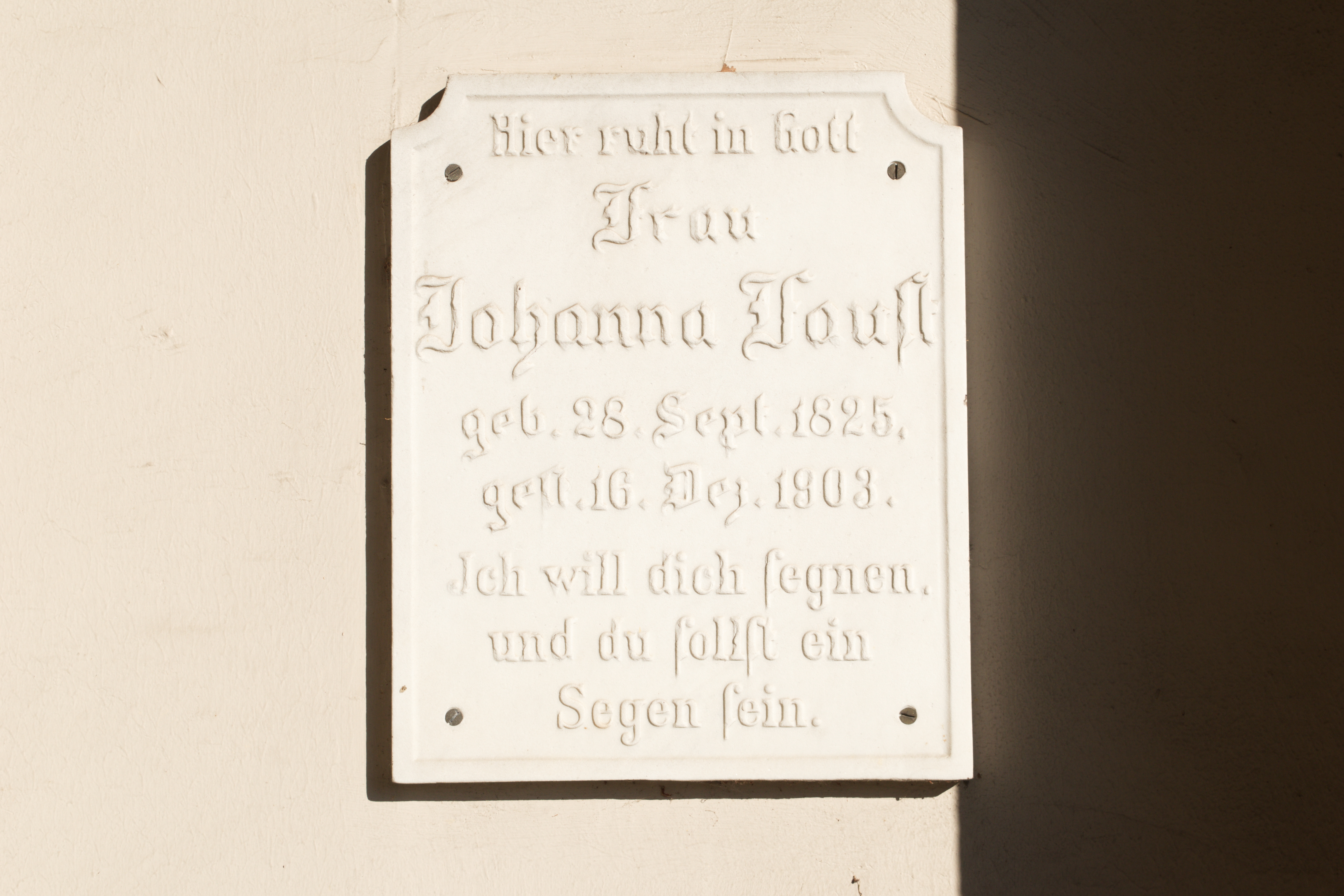
Grabplatte

Am 16. Dezember 1903 starb Hanna nach einer kurzen schweren Erkrankung. Zu ihrer Beisetzung am 20. Dezember fanden sich über 1000 Menschen in der Arrenberger Trinitatiskirche ein, mehrere hundert Personen begleiteten den anschließenden Trauerzug. Hanna Faust wurde auf dem Lutherischen Friedhof beigesetzt. Die Trauerrede hielt Pfarrer Heinrich Niemöller. Ihre Grabplatte befindet sich heute an der Wand der Eingangspforte des Friedhofs.
Der als Vater der klassischen Evangelisation im deutschsprachigen Raum geltende Erweckungsprediger Elias Schrenk (1831–1913) bezeichnete Tante Hanna in einer nicht genauer datierten Bibelstunde als „Großmacht in Elberfeld“.
Bereits im Jahr 1904 veröffentlichte der Theologe und Pfarrer Wilhelm Busch die Biographie Tante Hanna – Ein Wuppertaler Original aus neuester Zeit, in der er Hannas Leben und Wirken ausführlich beschrieb und ihre Stellung als Wuppertaler Original festigte. Das Werk wurde bis mindestens 1929 in zwölf Auflagen veröffentlicht.
In den 1960er Jahren wurde die baufällig gewordene Elendstaler Kapelle durch das Wuppertaler Bibelseminar und die Evangelische Gesellschaft saniert und dient seither als Gedenkstätte für Johanna Faust.